# Carlos Fuentealba
Carlos Fuentealba (Junín de los Andes, 14 de septiembre de 1966 - Neuquén, 4 de abril de 2007) fue un docente argentino y militante trotskista. El 4 de abril de 2007 estaba participando de un corte de ruta contra el gobierno de Jorge Sobisch, quien ordenó desalojar el lugar a la fuerza. Durante la represión policial, el docente sufrió el impacto de una granada de gas lacrimógeno lanzada por un policía, lo que le ocasionó heridas graves y la muerte poco después.

## Biografía
Carlos Fuentealba nació en 1966 en Junín de los Andes, en la zona cordillerana de la provincia de Neuquén (Argentina). Creció en el campo de una familia humilde, cerca del lago Huechulafquèn, en Junín  de los Andes, a unos 400 km al sur de la ciudad de Neuquén, donde realizó los estudios primarios. Se trasladó a la capital de la provincia para realizar sus estudios secundarios en la escuela industrial General Torres donde se recibió de técnico químico.
En los años siguientes trabajó en diferentes empleos: en un laboratorio, en un supermercado, en un hangar, en una radio y en una fábrica de jugo. 

Desde adolescente consiguió un trabajo de administrativo en la UOCRA. En los años ochenta comenzó a militar en Movimiento al Socialismo (MAS) cuando era obrero de la construcción. Participó junto a Alcides Christiansen en la recuperación de la seccional Neuquén del Sindicato de la Construcción (UOCRA). Por pedido de Gerardo Martínez el Sindicato fue intervenido por el Estado Nacional. Fuentealba quedó desocupado y participó en la toma de la Casa de Gobierno de Neuquén en los 90.

Después se recibió de docente, hace dos años y desde ahí acompañó a sus amigos activistas en cada lucha.
Patricia Varela, directora de la escuela secundaria donde Fuentealba daba clases

De esos años data su afiliación al Movimiento al Socialismo (MAS) del que se alejó en 1993 cuando el partido se fraccionó casi hasta desaparecer.
Recibido de docente en 2005, a los 38 años, comenzó a trabajar como profesor de química en el Centro Provincial de Enseñanza Media (CPEM) n.º 69 del barrio Cuenca XV, uno de los más pobres del oeste de la ciudad de Neuquén. Allí fue elegido por sus compañeros como delegado sindical. En 2006 recibió el premio del «Rey del Colegio» como mejor profesor, distinción otorgada por los estudiantes.
Por esas épocas comenzó a contactarse con dirigentes del antiguo MAS que comenzaban a discutir la refundación del partido que tomaría el nombre de Nuevo MAS. 

### Asesinato

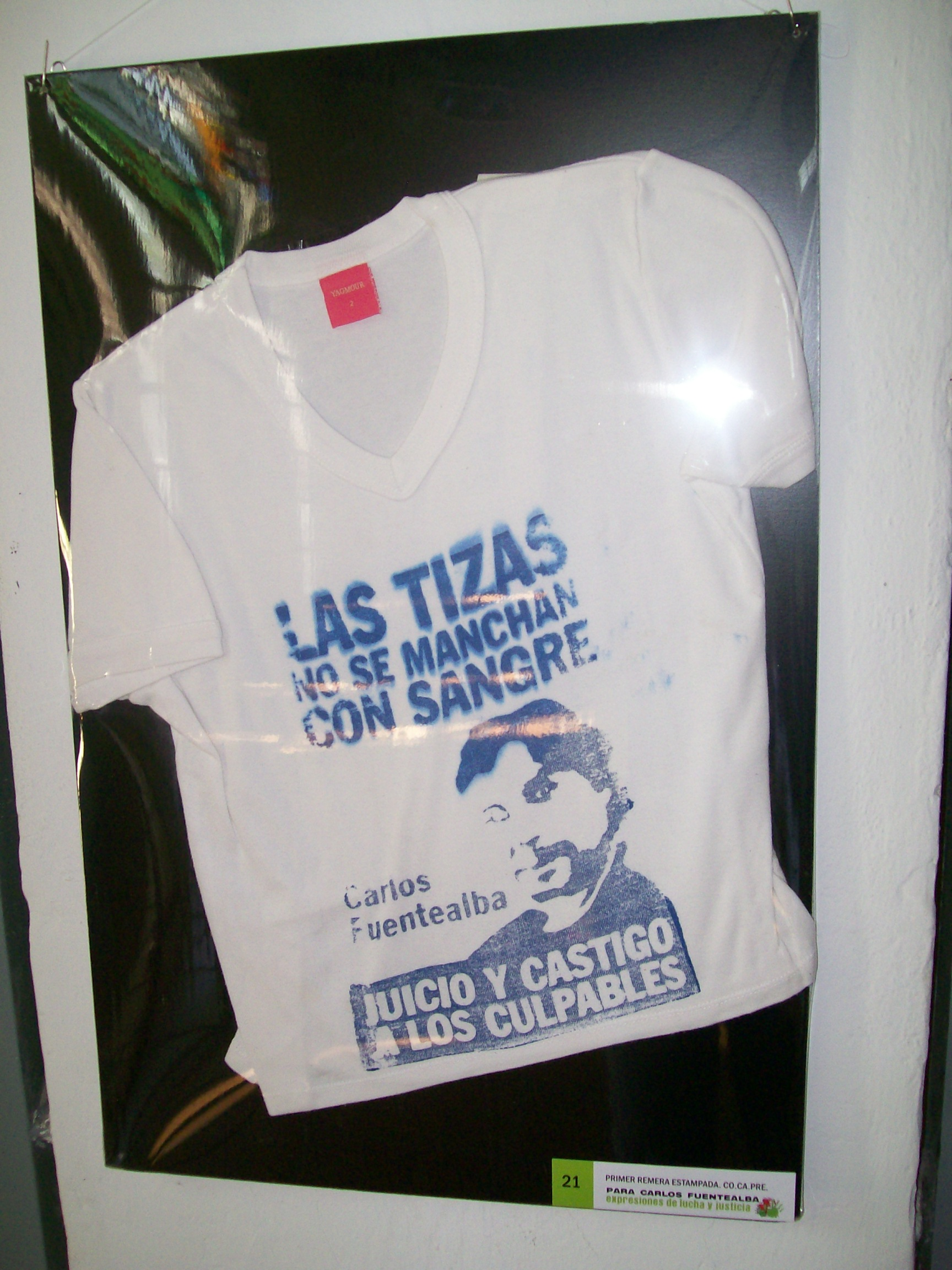
Remera con la imagen de Fuentealba y leyenda alusiva a su muerte.

El 4 de abril de 2007, en el marco de una huelga del sindicato docente ATEN, perteneciente a la CTERA, se decidió hacer un corte de la ruta 22 a la altura de Arroyito, cerca del pueblo de Senillosa, como medida de protesta. La decisión fue tomada en asamblea por la mayoría de los afiliados al sindicato. Fuentealba no compartía la decisión de hacerla en ese lugar porque lo consideraba peligroso, pero accedió a la voluntad de la mayoría.
Ese día la policía provincial recibió la orden del gobernador Jorge Sobisch de impedir que los manifestantes cortaran la ruta.
La policía dispersó con balas de goma, gases lacrimógenos, bombas de pintura y un carro hidrante en dos ocasiones. Muchos se refugiaron en una estación de servicio cercana (perteneciente al cuñado del gobernador, Fernando Ponte) y otros eran perseguidos por policías a pesar de haberse retirado de la ruta. Tras una conversación entre dirigentes y policías en la estación de servicio, se detuvo el accionar policial y los docentes se retiraron en grupo, a pie y en autos, hacia la ciudad de Senillosa, escoltados por camionetas policiales.
Fuentealba se encontraba en el asiento trasero de un auto Fiat 147 patente ACM 169 que huía del lugar, cuando un policía de nombre José Darío Poblete, integrante del Grupo Especial de Operaciones Policiales (GEOP) de la ciudad próxima de Zapala,
arrojó una granada de gas que traspasó el vidrio del auto impactando en Fuentealba,
que se encontraba a unos 2 metros de distancia, y disparó una granada de gas lacrimógeno marca Towers. El cartucho de gas lacrimógeno atravesó el vidrio del vehículo e impactó en la nuca de Fuentealba, causándole un hundimiento de cráneo.
En el hospital provincial fue sometido a dos operaciones
y finalmente murió al día siguiente.
El día en que murió Fuentealba tenía 40 años, y dos hijas de 10 y 14 años.

## Consecuencias de su muerte

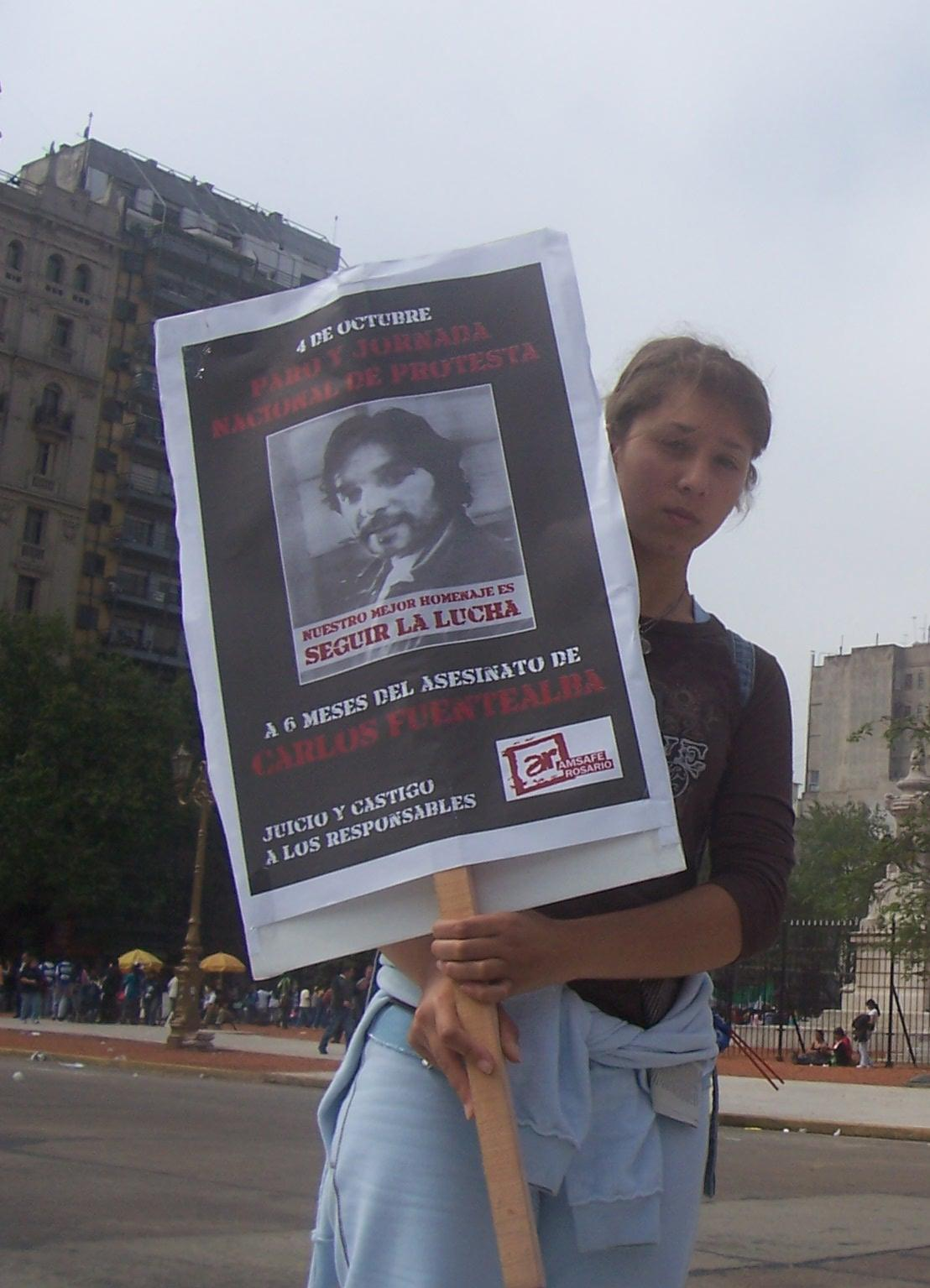
El 4 de octubre de 2007 se realizó un paro nacional docente en la Argentina, al cumplirse 6 meses del asesinato de Fuentealba.

El hecho causó conmoción y un repudio generalizado y llevó a una declaración de huelga general apoyada por las dos centrales sindicales (CTA y CGT). Simultáneamente los trabajadores de la educación, administrativos y docentes de todo el país llevaron a cabo huelgas, movilizaciones y asambleas masivas, bajo consignas como "Las tizas no se manchan con sangre",  "Sobisch Asesino", "Nunca Más" entre otras, y exigiendo la renuncia y el juicio político al gobernador Sobisch. Hubo rotura de vidrios e incidentes ante la seccional policial con estudiantes detenidos.  
La huelga docente en Neuquén se extendió por más de 50 días y el gobierno intentó reabrir algunas escuelas reemplazando a sus directores con funcionarios de otras áreas del gobierno y contratando docentes suplentes. Finalmente se acordó con el gremio docente un aumento salarial, una pensión para la viuda de Fuentealba y otras reivindicaciones, y los docentes se comprometieron a recuperar las jornadas perdidas por el paro.
A pesar de que las protestas en todo el país pedían el juicio político a Sobisch, la legislatura provincial se mantuvo cerrada durante casi dos meses porque los legisladores del partido oficialista, MPN, no asistieron a las sesiones. Cuando finalmente se reunió la asamblea legislativa y la oposición hizo el pedido de juicio político, este fue archivado inmediatamente por el oficialismo. Ese mismo día la Legislatura aprobó la pensión para la viuda de Fuentealba a la que se comprometió el gobierno.
Poblete fue procesado imputándole el juez el delito de homicidio calificado. Esta causa es llamada "Fuentealba I", e investiga la autoría material del asesinato. Se abrió otra causa judicial, llamada "Fuentealba II", que investiga responsabilidades en niveles superiores de la jerarquía policial y al entonces subsecretario de seguridad. Sandra Rodríguez se presentó como parte querellante en ambas. El gremio ATEN solicitó también ser parte querellante en ambas causas, y especialmente tenía la intención de pedir la indagatoria del exgobernador Sobisch en la causa "Fuentealba II", pero fue rechazado.
El 4 de junio de 2008 comenzó el juicio oral contra el policía José Darío Poblete, en el marco de la causa "Fuentealba I".
La Cámara en lo Criminal Primera lo encontró responsable de "homicidio calificado, por haber sido cometido por un miembro integrante de las fuerzas policiales abusando de su función, con la agravante de haber sido cometido con violencia mediante el empleo de un arma de fuego, agravado por alevosía, en concurso ideal" y condenado a prisión perpetua.

## Legado
Luego del asesinato de Fuentealba sus compañeros de militancia docente del Nuevo MAS decidieron bautizar a su agrupación como "Agrupación Nacional Carlos Fuentealba", en su homenaje y como forma de reivindicar su trayectoria como militante revolucionario.
En años posteriores se estrenaron varios documentales sobre su vida. Se destaca En obra (2013), dirigido por Ariel Borenstein y Damián Finvarb, donde se recorre su historia de lucha sindical y política.